# Anslagstavlan (TV-program)
Anslagstavlan är sedan den 13 mars 1972 ett stående inslag i Sveriges Television med samhällsinformation i form av korta filmer (0,5-2 minuter), främst från svenska myndigheter men även ideella organisationer såsom SSRS och NTF. Sändningen bekostas helt av SVT, då det är en del av SVT:s åligganden och de informationsfilmer som visas i Anslagstavlan stannar tills de, enligt SVT:s mätningar, nått minst en miljon tittare. 
2020 fick programmet en ny vinjett som anpassats på grund av den då rådande corona-pandemin Originalversionen av vinjetten skapades av Pentti Tuupainen och tecknades av Jan Gissberg. Animationen utfördes sedan ungerska animatörerna Gabor Csupo och Tibor Belay.
Signaturmelodin är skriven och framförd av Kenny Ekman.
Danska Oplysninger til Borgerne om Samfundet är inspirerat av Anslagstavlan.